# Kolejarz Starosielce
Kolejarz Starosielce – nieistniejący klub sportowy z siedzibą w Starosielcach, później w Białymstoku, założony w 1947 roku przy Kolejowym Zakładzie Konstrukcji Stalowych.

Pierwotnie nosił nazwę ZZK (Związek Zawodowy Kolejarzy), ale już w 1950 przyjął nazwę Kolejarz Starosielce. Klub występował w rozgrywkach klasy A (wojewódzkiej), B oraz C. 
Dnia 1 kwietnia 1954 roku nastąpiło włączenie miasta Starosielce do Białegostoku. Od tego momentu klub funkcjonował pod nazwą Kolejarz Starosielce Białystok, potocznie używano starej nazwy. W 1956 roku drużyna zmieniła nazwę na Polonia Starosielce i występowała pod nią do momentu wycofania z rozgrywek w 1959 roku.

## LKS kontynuatorem tradycji Kolejarza
Kilka lat po wycofaniu Polonii z rozgrywek brak klubu sportowego był na tyle odczuwalny, że w grudniu 1965 roku na wniosek mieszkańców i działaczy z dzielnicy postanowiono ponownie powołać klub sportowy o nazwie Międzyzakładowy Ludowy Klub Sportowy Starosielce.
Prezesem nowego klubu został Józef Czyżycki, a klub jako LKS Starosielce wystąpił w rozgrywkach klasy B w sezonie 1966/67 zajmując 3 miejsce. Klub posiadał 3 sekcje, wspomniana piłka nożna, zapasy i kolarstwo. Dwa lata później już jako KS Starosielce wywalczył awans do A klasy. W roku 1971 doszło do połączenia z Ogniskiem Białystok, w wyniku fuzji powstał klub o nazwie Ognisko-Starosielce Białystok z siedzibą przy ul.Elewatorskiej. W 1975 roku istnieje wpis do stowarzyszeń i organizacji miasta Białegostoku, gdzie widnieje nazwa Kolejowy Klub Sportowy Ognisko-Starosielce.

## Stadion
Klub w roku 1966 przystąpił do budowy stadionu przy ul.Elwatorskiej, który został oddany 2 lata później. Stadion posiadał małe trybuny, bieżnię lekkoatletyczną oraz zaplecze socjalne. Ognisko z powodów finansowych zostało rozwiązane z początkiem lat 90. Obiekty sportowe przeszły pod własność miasta i przez kilka lat dzierżawione przez KKS Piast Białystok. W roku 2017 Jagiellonia Białystok wygrała przetarg na dzierżawę terenu, gdzie planuje wybudować 3 boiska treningowe.

## Sezony
| Poziomy rozgrywkowe                                                     | Poziomy rozgrywkowe | Poziomy rozgrywkowe | Poziomy rozgrywkowe | Poziomy rozgrywkowe | Poziomy rozgrywkowe | Poziomy rozgrywkowe | Sezony, opis | Sezony, opis | Sezony, opis | Sezony, opis | Sezony, opis | Sezony, opis | Sezony, opis                            | Sezony, opis    |
| I                                                                       | II                  | III                 | IV                  | V                   | VI                  | VII                 | Sezon        | Liga         | Poz.         | Pkt.         | Bramki       | Z/R/P        | Uwagi                                   | Nazwa           |
| ----------------------------------------------------------------------- | ------------------- | ------------------- | ------------------- | ------------------- | ------------------- | ------------------- | ------------ | ------------ | ------------ | ------------ | ------------ | ------------ | --------------------------------------- | --------------- |
| MP                                                                      | MO                  |                     |                     |                     |                     |                     | 1946         |              |              |              |              |              |                                         |                 |
| MP                                                                      | A                   | B                   | C                   |                     |                     |                     | 1947         | Klasa C      | b.d.         | b.d.         | b.d.         | b.d.         |                                         | ZZK             |
| 1                                                                       | A                   | B                   | C                   |                     |                     |                     | 1948         | Klasa B      | 2            | 6            | 11-11        | b.d.         | Brak wyników 3 meczów.                  | ZZK             |
| 1                                                                       | 2                   | A                   | B                   | C                   |                     |                     | 1949         | Klasa B      | 1            | b.d.         | b.d.         | b.d.         |                                         | ZZK             |
| 1                                                                       | 2                   | A                   | B                   | C                   |                     |                     | 1949/1950    | Klasa A      | 6            | 1            | 12-52        | 0/1/9        |                                         | Kolejarz        |
| 1                                                                       | 2                   | KW                  | KP                  |                     |                     |                     | 1951         | Klasa Woj.   | 5            | 0            | 2-25         | 0/0/5        | Brak wyniku 3 meczów.                   | Kolejarz        |
| 1                                                                       | 2                   | 1KW                 | 2KW                 |                     |                     |                     | 1952         | 2 Klasa Woj. | b.d.         | b.d.         | b.d.         | b.d.         |                                         | Kolejarz        |
| 1                                                                       | 2                   | 3                   | A                   | B                   | C                   |                     | 1953         | Klasa C      | b.d.         | b.d.         | b.d.         | b.d.         | b.d.                                    | Kolejarz        |
| 1                                                                       | 2                   | 3                   | A                   | B                   | C                   |                     | 1954         | Klasa C      | b.d.         | b.d.         | b.d.         | b.d.         |                                         | Kolejarz        |
| 1                                                                       | 2                   | 3                   | A                   | B                   | C                   |                     | 1955         | Klasa C      | b.d.         | b.d.         | b.d.         | b.d.         |                                         | Kolejarz        |
| 1                                                                       | 2                   | 3                   | A                   | B                   | C                   |                     | 1956         | Klasa B      | 11           | 12           | 40-95        | b.d.         |                                         | Kolejarz        |
| 1                                                                       | 2                   | 3                   | A                   | B                   | C                   |                     | 1957         | Klasa B      | 8            | 12           | 33-88        | b.d.         |                                         | Polonia         |
| 1                                                                       | 2                   | 3                   | A                   | B                   | C                   |                     | 1958         | Klasa B      | 6            | 8            | b.d.         | b.d.         |                                         | Polonia         |
| 1                                                                       | 2                   | O                   | A                   | B                   | C                   |                     | 1959         | Klasa B      | 5            | 18           | 35-35        | b.d.         | Po sezonie klub wycofał się z rozgrywek | Polonia         |
| 1                                                                       | 2                   | O                   | A                   | B                   | C                   |                     | 1960         |              |              |              |              |              |                                         |                 |
| 1                                                                       | 2                   | O                   | A                   | B                   | C                   |                     | 1960/61      |              |              |              |              |              |                                         |                 |
| 1                                                                       | 2                   | O                   | A                   | B                   | C                   |                     | 1961/62      |              |              |              |              |              |                                         |                 |
| 1                                                                       | 2                   | O                   | A                   | B                   | C                   |                     | 1962/63      |              |              |              |              |              |                                         |                 |
| 1                                                                       | 2                   | O                   | A                   | B                   | C                   |                     | 1963/64      |              |              |              |              |              |                                         |                 |
| 1                                                                       | 2                   | O                   | A                   | B                   | C                   |                     | 1964/65      |              |              |              |              |              |                                         |                 |
| 1                                                                       | 2                   | O                   | A                   | B                   | C                   |                     | 1965/66      |              |              |              |              |              |                                         |                 |
| 1                                                                       | 2                   | 3                   | O                   | A                   | B                   |                     | 1966/67      | Klasa B      | 3            | 15           | 48-34        | b.d.         |                                         | LKS Starosielce |
| 1                                                                       | 2                   | 3                   | O                   | A                   | B                   |                     | 1967/68      | Klasa B      | 3            | 16           | 53-42        | b.d.         |                                         | LKS Starosielce |
| 1                                                                       | 2                   | 3                   | O                   | A                   | B                   | C                   | 1968/69      | Klasa B      | 1            | 34           | 103-18       | b.d.         |                                         | KS Starosielce  |
| 1                                                                       | 2                   | 3                   | O                   | A                   | B                   | C                   | 1969/70      | Klasa A      | 7            | 20           | 66-58        | b.d.         |                                         | KS Starosielce  |
| Fuzja z Ogniskiem Białystok > patrz dalej Ognisko-Starosielce Białystok |                     |                     |                     |                     |                     |                     |              |              |              |              |              |              |                                         |                 |

## Źródła
- "Piłkarskie Dzieje Podlasia" Jerzy Górko ISBN 978-83-61418-03-0
- "Klubowa Historia piłki nożnej do 1939 roku" (str.132) Jan Goksiński ISBN 978-83-935604-1-7
- Gazeta Białostocka w latach 1951-1970.